# Nesticus furenensis
Nesticus furenensis là một loài nhện trong họ Nesticidae.
Loài này thuộc chi Nesticus. Nesticus furenensis được Takeo Yaginuma miêu tả năm 1979.